# Papa Eugênio IV
O Papa Eugênio (português brasileiro) ou Eugénio (português europeu) IV, C.R.S.A., (Veneza, 1383 — Roma, 23 de fevereiro de 1447), nascido Gabriele Condulmer, foi o 207º Papa da Igreja Católica e Soberano dos Estados Papais, de 3 de março de 1431 até a data da sua morte.

## Biografia
Homem severo e de índole "feroz como um tigre", era temido pela sua ampla correção e pela "justa palavra". Morreu vítima de envenenamento. A tradição atribui a este pontífice a instituição de ampla distribuição da Hóstia consagrada na casa dos enfermos graves. Nascido em Veneza, eleito em 3 de Março de 1431 como sucessor de Martinho V (1417-1431), que decretou o fim dos Antipapas residentes antes em Avinhão e depois em Pisa. Descendente de uma nobre família de Veneza era sobrinho de Gregório XII. Eleito, proclamou o 17.º Concílio Ecumênico em Basileia. Depois de sofrer pressões para dissolver o Concílio de Basileia (1431), fugiu de Roma (1434), após a proclamação da República, assina a bula Rex Regnum em 8 de Setembro de 1436  um dos documentos que conferiam a Portugal o dever de evangelizar as populações nativas dos territórios sob seu domínio e transferiu-o para Ferrara (1437) e mais tarde para Florença. Declarando a supremacia do papa sobre os concílios, os adversários e os padres conciliares elegeram (1439) o antipapa Félix V, Amadeu VIII de Saboia, o último verdadeiro antipapa da história. Graças ao apoio de Afonso de Aragão, investido por ele para o Reino de Nápoles, pôde retornar a Roma (1443), após nove anos de ausência. O 208º Papa morreu em 23 de fevereiro de 1447 em Roma, e foi sucedido por Nicolau V (1447-1455).

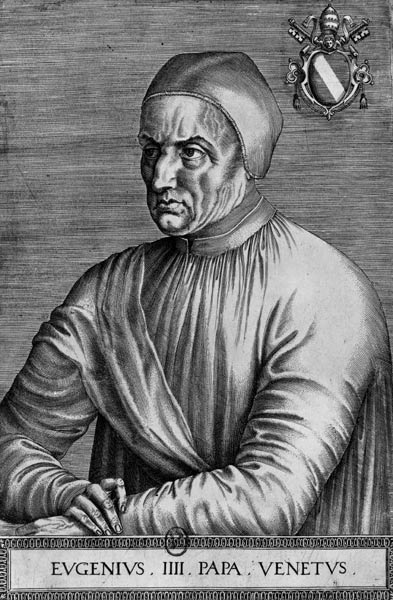